# Basilique Saint-Jean-Baptiste de Busto Arsizio
Pour les articles homonymes, voir Basilique Saint-Jean Baptiste.
La basilique Saint-Jean-Baptiste est une basilique religieuse de Busto Arsizio dans la province italienne de la Lombardie, dédiée au saint patron de la ville. Comme l'église San Michele Arcangelo, cet édifice se dresse sur les ruines d'une chapelle Lombarde.
En 1948, l'église a été élevée au rang de basilique mineure. Le campanile, à base carrée, en briques, datant de la période entre 1400 et 1418, est la plus ancienne partie du bâtiment actuel.

## La basilique actuelle
Elle est une des œuvres baroques les plus importantes de la province de Varese. La première pierre de la nouvelle église fut posée le 26 mai 1609, avec la première célébration en 1614. 
La construction s'est ensuite poursuivie et le dôme a été achevé en 1635, après 26 années de planification. La basilique fut consacrée en 1646 (ou 1640) par l'évêque de Bobbio, Mgr Francesco Maria Abbiati.
L'imposante façade se compose d'un ordre inférieur de pilastres ioniques jumelés, un portique avec fronton avec des bas-reliefs en bronze représentant la vie de saint Jean-Baptiste (par Enrico Astori de 1908) et des statues de saint Ambroise. 
Toutefois, la façade était encore incomplète : la partie supérieure a été achevée entre 1699 et 1701 par Domenico Valmagini, qui lui a donné une fenêtre ovale, un fronton brisé à double courbure, des statues de saint Pierre, saint Paul et de quatre prophètes et la statue centrale de saint Jean-Baptiste (de Siro Zanelli), qui représente le point culminant de la façade.

## Source
- (it) Cet article est partiellement ou en totalité issu de l’article de Wikipédia en italien intitulé « Basilica di San Giovanni Battista (Busto Arsizio) » (voir la liste des auteurs).